# Алтайски край
Вижте пояснителната страница за други значения на Алтай.
Алтайският край (на руски: Алтайский край) е един от субектите на Руската федерация, част от Сибирския федерален окръг и Западносибирския икономически район. Площ 167 996 km2 (21-во място по площ в Руската Федерация, 0,98%). Население на 1 януари 2017 г. 2 365 680 души (22-ро място в Руската Федерация, 1,61%). Административен център град Барнаул. Разстояние от Москва до Барнаул 3419 km.

## Историческа справка
През втората половина на ХVІІ век започва заселване на руски селяни за усвояване на земите в региона и разработване на находищата на полезни изкопаеми. В началото на ХVІІІ век се построяват първите руски крепости Бикатунска (днешния град Бийск, 1707 г.) и Белоярската (1717 г.) за защита на руски селища от набезите на номадските народи. През 1744 г. възниква голямо селище в близост до предприятие за добив на желязо, което през 1771 г. е преобразувано в град Барнаул, а през 1782 г. Бикатунската крепост също е преобразувана в градско селище Бийск.
До 1917 г. днешната територия на Алтайския край влиза в състава на Томска губерния, а през юли 1917 г. е образувана Алтайската губерния с център Барнаул. От 1925 до 1930 г. регионът последователно влиза в състава на Сибирския край с център Новосибирск, а от 1930 до 1937 г. – в Западносибирския край с център Новосибирск. На 28 септември 1937 г. е образуван Алтайския край с център град Барнаул, като до 25 октомври 1990 г. в него влиза Горно-Алтайската антономна област, която към днешна дата е самостоятелен субект на Руската Федерация – Република Алтай).

## Географска характеристика

### Географско положение, граници, големина
Алтайският край е разположен в югоизточната част на Западен Сибир, в басейна на горното течение на р. Об. На север граничи с Новосибирска област, на североизток – с Кемеровска област, на югоизток – с Република Алтай, а на юг и запад – с Казахстан (Павлодарска и Източноказахстанска област). В тези си граници заема площ от 167 996 km2 (21-во място по големина в Руската Федерация, 0,98% от нейната територия).

### Релеф
Територията на Алтайски край се дели на две неравни части – равнинна и планинска. Северозападните, североизточните и централни райони на края, заемащи 4/5 от цялата му територия попадат в югоизточната периферия на Западносибирската равнина. Тук се разграничават няколко физикогеографски региона: обширната Кулундинска равнина, изпъстрена с дълги, широки и плитки долове и оврази и голямо количество безотточни солени или сладководни езера; Приобското плато, покрай левия бряг на река Об, Бийско-Чумишкото възвишение между реките Об на запад, Чумиш на север и Бия на юг; западните склонове на възвишението Салаирски кряж и Предалтайската равнина, югоизточно от река Алей (ляв приток на Об). Останалата 1/5 от територията на Алтайски край, в югоизточната му част е заета от крайните северни и северозападни ниски хребети на планината Алтай с максимална височина до 2490 m.

### Климат
В равнинните части климатът е умерен, рязко континентален с продължителна студена и малоснежна зима, с горещо и често сухо лято. Средна януарска температура -19 °C, средна юлска 18,9 °C. Годишно количество на валежите 250 – 350 mm. Продължителност на безмразовия период 122 – 127 дни. Климатът в югоизточните планински райони се характеризира с височинна зоналност и значително по-голямо количество на валежите (до 1500 – 3000 mm), а в междупланинските котловини – едва 150 – 200 mm.

### Води
Речната мрежа на Алтайския край е представена от 17085 реки и потоци с дължина над 1 km и обща дължина над 50 хил. km. Около 70% от територията на края попада във водосборния басейн на река Об, а останалите 30% са безотточни области в Кулундинската равнина. Най-голямата река в Алтайски край е река Об (най-горното течение), заедно с двете съставящи я реки Катун (лява съставяща) и Бия (дясна съставяща) и нейните притоци Чариш и Алей (леви) и Чумиш (десен). В Кулундинската равнина протичат реките Кулунда, Бурла и др., вливащи се в безотточни езера. Много от реките на югоизток водят началото си от снежници и ледници и се характеризират с бързо течение, прагове и водопади и тесни и дълбоки долини. В средните си течения долините им се разширяват, склоновете им стават полегати, а в долните течения те вече са типични равнинни реки с широки и плитки долини, бавно течение, множество меандри, заливни и надзаливни тераси. Много от средните и малките реки в безотточната област на запад нямат постоянен отток, а по време на маловодие в някои участъци напълно пресъхват. Подхранването на повечето реки е смесено, с преобладаване на снежното и дъждовното, а по най-високите части – ледниково. Спрямо водния си режим реките в Алтайския край се делят на три групи: реки с ниско, силно разтегнато във времето пролетно-лятно пълноводие; реки с ясно изразено пролетно пълноводие и епизодични летни прииждания (реките водещи началото си от Алтай); реки с кратко пролетно пълноводие и продължително лятно-есенно маловодие (реките в безотточните райони). Реките в района обикновено замръзват в края на октомври или началото на ноември, а се размразяват в края на април.
В Алтайски край има над 4300 естествени и изкуствени езера с обща площ 2710 km2. Те са разпределени неравномерно по територията на края. Най-много езера има в Кулундинската равнина и Приобското плато, като голяма част от тях са високоминерализирани (засолени). Най-голямото естествено езеро в Алтайски край е Кулундинското езеро (солено). Други по-големи са: Кучукско, Голямо Тополно, Голямо Яровое (всичките солени). В северната част на края попада „опашката“ на голямото Новосибирско водохранилище на река Об, а в най-южната част, на река Алей е изградено Гильовското водохранилище.

### Почви
В равнинните части на Алтайския край широко са разпространени черноземните почви, а в западните части често се срещат засолените и солончаковите почви. В планините най-голяма площ заемат различните видове на планинско-подзолистите почви, покриващи склоновете на хребетите, а в междупланинските котловини и по долините на големите реки са разпространени различни видове черноземни почви.

### Растителен и животински свят
Почти 1/3 от територията на Алтайския край е заета от гори, а равнинните части – от степи и лесостепи. Степната растителност почти на 100% е заменена с обработваеми земи, като тук-таме се срещат борови и брезови гори и изкуствено засадени полезащитни горски пояси. Планинските склонове са обрасли с гори от лиственица, сибирска ела и сибирски кедров бор. Растителността по долините на реките и в междупланинските котловини се изменя от полупустинна в най-високите части на Алтай до степна в подножията. В планините, нагоре от пояса на иглолистните гори са разположени субалпийски и алпийски пасища и високопланинска тундра.
Степните райони са обитавани от различни видове гризачи, хищници – вълк, лисица, птици – степен жираф, дропла, степен орел, а по долините на реките – прелетни водоплаващи птици. В планините се срещат лос, марал, планински козел, планински овен.

## Население
На 1 януари 2017 г. в Алтайски край живеят 2 365 680 души, което представлява 1,61% от населението на Руската Федерация и 22-ро място в страната.
В края живеят над 100 националности, като 94% са руснаците, малко над 2% немци и др.
Разпределение по национален състав на населението на Алтайски край при преброяването през 2010 г.
- Руснаци – 2 234 324 (93,9%)
- Немци – 50 701 (2,1%)
- Украинци – 32 226 (1,4%)
- Казахи – 7979 (0,3%)
- Арменци – 7640 (0,3%)
- Татари – 6794 (0,3%)
- Беларуси – 4591 (0,2%)
- Алтайци – 1763 (0,1%)
- Кумандинци – 1401 (0,1%)

## Административно-териториално деление
В административно-териториално отношение Алтайски край се дели на 10 краеви градски окръга, 59 муниципални района, 12 града, в т. ч. 9 града с краево подчинение и 3 града с районно подчинение и 5 селища от градски тип.
| Административна единица | Площ (km2) | Население (2017 г.) | Административен център  | Население (2017 г.) | Разстояние до Барнаул (в km) | Други градове и сгт с районно подчинение |
| ----------------------- | ---------- | ------------------- | ----------------------- | ------------------- | ---------------------------- | ---------------------------------------- |
| Краеви градски окръзи   |            |                     |                         |                     |                              |                                          |
| 01. Алейск              | 44         | 28 735              | гр. Алейск              | 28 735              | 125                          |                                          |
| 02. Барнаул             | 940        | 698 057             | гр. Барнаул             | 633 301             |                              | Южни                                     |
| 03. Белокуриха          | 92         | 15 264              | гр. Белокуриха          | 15 264              | 237                          |                                          |
| 04. Бийск               | 292        | 212 834             | гр. Бийск               | 203 108             | 163                          |                                          |
| 05. Заринск             | 79         | 46 830              | гр. Заринск             | 46 830              | 99                           |                                          |
| 06. Новоалтайск         | 72         | 73 712              | гр. Новоалтайск         | 73 712              | 12                           |                                          |
| 07. Рубцовск            | 84         | 145 333             | гр. Рубцовск            | 145 333             | 281                          |                                          |
| 08. Славгород           | 2137       | 40 438              | гр. Славгород           | 30 186              | 394                          |                                          |
| 09. Яровое              | 44         | 18 159              | гр. Яровое              | 18 159              | 405                          |                                          |
| 10. Сибирски            | 6          | 11 896              | сгт Сибирски            | 11 896              | 50                           |                                          |
| Муниципални райони      |            |                     |                         |                     |                              |                                          |
| 1. Алейски              | 3402       | 14 513              | гр. Алейск              |                     | 125                          |                                          |
| 2. Алтайски             | 3400       | 26 022              | с. Алтайское            | 14 235              | 245                          |                                          |
| 3. Баевски              | 2739       | 9362                | с. Баево                | 4188                | 230                          |                                          |
| 4. Бийски               | 2200       | 32 387              | гр. Бийск               |                     | 163                          |                                          |
| 5. Благовещенски        | 3694       | 23 596              | сгт Благовещенка        | 11 577              | 275                          |                                          |
| 6. Бурлински            | 2746       | 10 448              | с. Бурла                | 4162                | 439                          |                                          |
| 7. Бистроистокски       | 1804       | 8955                | с. Бистри Исток         | 3382                | 234                          |                                          |
| 8. Волчихински          | 3594       | 17 704              | с. Волчиха              | 10 162              | 310                          |                                          |
| 9. Егоревски            | 2500       | 13 239              | с. Новоегоревское       | 5461                | 318                          |                                          |
| 10. Елцовски            | 2158       | 6113                | с. Елцовко              | 2900                | 313                          |                                          |
| 11. Завяловски          | 2224       | 18 215              | с. Завялово             | 6906                | 250                          |                                          |
| 12. Залесовски          | 3274       | 14 041              | с. Залесово             | 7749                | 142                          |                                          |
| 13. Зарински            | 5214       | 17 752              | гр. Заринск             |                     | 99                           |                                          |
| 14. Змеиногорски        | 2802       | 19 550              | гр. Змеиногорск         | 10 739              | 435                          |                                          |
| 15. Зонални             | 1717       | 20 199              | с. Зоналное             | 3835                | 145                          |                                          |
| 16. Калмански           | 1819       | 13 179              | с. Калманка             | 3595                | 58                           |                                          |
| 17. Каменски            | 3617       | 52 187              | гр. Камен на Об         | 42 045              | 208                          |                                          |
| 18. Ключевски           | 3043       | 16 788              | с. Ключи                | 9004                | 383                          |                                          |
| 19. Косихински          | 1877       | 16 199              | с. Косиха               | 5174                | 68                           |                                          |
| 20. Красногорски        | 3073       | 15 260              | с. Красногорское        | 5925                | 252                          |                                          |
| 21. Красношчековски     | 3531       | 16 947              | с. Красношчеково        | 4935                | 316                          |                                          |
| 22. Крутихински         | 2051       | 10 699              | с. Крутиха              | 3726                | 232                          |                                          |
| 23. Кулундински         | 1980       | 22 161              | с. Кулунда              | 14 512              | 343                          |                                          |
| 24. Курински            | 2500       | 9423                | с. Куря                 | 3341                | 271                          |                                          |
| 25. Китмановски         | 2540       | 12 545              | с. Китманово            | 5005                | 167                          |                                          |
| 26. Локтеевски          | 2341       | 26 021              | гр. Горняк              | 12 972              | 360                          |                                          |
| 27. Мамонтовски         | 2305       | 22 311              | с. Мамонтово            | 10 231              | 191                          |                                          |
| 28. Михайловски         | 3100       | 19 727              | с. Михайловское         | 10 759              | 450                          | Малиновое Озеро                          |
| 29. Немски нац. район   | 1432       | 16 366              | с. Галбщад              | 1756                | 430                          |                                          |
| 30. Новочихински        | 3100       | 9210                | с. Новичиха             | 4312                | 251                          |                                          |
| 31. Павловски           | 2203       | 40 727              | с. Павловск             | 14 807              | 59                           |                                          |
| 32. Панкрушихински      | 2700       | 12 101              | с. Панкрушиха           | 5074                | 288                          |                                          |
| 33. Первомайски         | 3596       | 53 754              | гр. Новоалтайск         |                     | 12                           |                                          |
| 34. Петропавловски      | 1618       | 11 799              | с. Петропавловское      | 2581                | 220                          |                                          |
| 35. Поспелихински       | 2423       | 23 191              | с. Поспелиха            | 11 817              | 211                          |                                          |
| 36. Ребрихински         | 2679       | 23 010              | с. Ребриха              | 9174                | 113                          |                                          |
| 37. Родински            | 3118       | 18 806              | с. Родино               | 8218                | 323                          |                                          |
| 38. Романовски          | 2082       | 11 844              | с. Романово             | 5281                | 222                          |                                          |
| 39. Рубцовски           | 3305       | 23 672              | гр. Рубцовск            |                     | 281                          |                                          |
| 40. Смоленски           | 2033       | 22 017              | с. Смоленское           | 8719                | 193                          |                                          |
| 41. Съветски            | 1500       | 15 504              | с. Съветское            | 4786                | 195                          |                                          |
| 42. Солонешенски        | 3529       | 9597                | с. Солонешное           | 4828                | 313                          |                                          |
| 43. Солтонски           | 3020       | 7460                | с. Солтон               | 3114                | 286                          |                                          |
| 44. Суетски             | 1108       | 4455                | с. Верхная Суетка       | 2368                | 287                          |                                          |
| 45. Табунски            | 1782       | 9282                | с. Табуни               | 4360                | 368                          |                                          |
| 46. Талменски           | 3914       | 46 597              | сгт Талменка            | 19 157              | 84                           |                                          |
| 47. Тогулски            | 2000       | 7793                | с. Тогул                | 4424                | 173                          |                                          |
| 48. Топчихински         | 3301       | 22 273              | с. Топчиха              | 8983                | 90                           |                                          |
| 49. Третяковски         | 1998       | 12 659              | с. Староалейское        | 4519                | 410                          |                                          |
| 50. Троицки             | 4200       | 23 016              | с. Троицкое             | 9701                | 97                           |                                          |
| 51. Тюменцевски         | 2241       | 14 164              | с. Тюменцево            | 5162                | 167                          |                                          |
| 52. Угловски            | 4845       | 12 491              | с. Угловское            | 5822                | 377                          |                                          |
| 53. Уст Калмански       | 2300       | 14 145              | с. Уст Калманка         | 6487                | 185                          |                                          |
| 54. Уст Пристански      | 2704       | 11 525              | с. Уст Чаришкая Пристан | 4688                | 139                          |                                          |
| 55. Хабарски            | 2804       | 14 621              | с. Хабари               | 5084                | 350                          |                                          |
| 56. Целинни             | 2882       | 15 297              | с. Целинное             | 4778                | 233                          |                                          |
| 57. Чаришки             | 6881       | 11 385              | с. Чаришкое             | 3093                | 310                          |                                          |
| 58. Шелаболихски        | 2510       | 12 790              | с. Шелаболиха           | 3805                | 95                           |                                          |
| 59. Шипуновски          | 4256       | 32 328              | с. Шипуново             | 13 559              | 173                          |                                          |

## Стопанство
Развито е машиностроенето (селскостопански машини, вагони), химическа и нефтохимическа промишленост (гуми, изкуствени влакна и др), дърводобив и дървообработване, лека и хранително-вкусова промишленост.
Селското стопанство е предимно земеделско (зърнени култури, захарно цвекло, слънчоглед, лен).
Отглежда се едър рогат добитък, свине, овце, сибирски марали, зърнени, фуражни, технически култури, картофи. Има пчеларство.
| хиляди хектара | 7669 | 6380 | 5832,6 | 5344,9 | 5191,3 | 5149,3 | 5394,3 |